# Liga Mexicana de Béisbol 2004
La Temporada 2004 de la Liga Mexicana de Béisbol fue la edición número 80 y se le nombró Temporada "Beto" Ávila en honor al gran beisbolista mexicano que cumplía 50 años de haber ganado el primer campeonato de bateo para un jugador latino en las Grandes Ligas de Béisbol.
La temporada fue inaugurada el 17 de marzo en todas las plazas, destacando la ceremonia en el Foro Sol, donde previo al partido entre Tigres de la Angelópolis y Diablos Rojos del México, "Beto" Ávila realizó el lanzamiento de la primera bola.
Para esta temporada entraron tres nuevos equipos a la liga: los Broncos de Reynosa se convirtieron en los Tuneros de San Luis que no jugaban en la liga desde 1991; los Cafeteros de Córdoba se convirtieron en los Rieleros de Aguascalientes que regresaban a la liga después de su última aparición en la temporada 1999 y los Tecolotes de Nuevo Laredo que se mudaron a Tijuana, Baja California para llevar por primera vez el béisbol de verano a esa ciudad con un equipo llamado Toros de Tijuana, nombre que se cambió para la temporada 2005 por el de Potros, con el que se les conoció cuando jugaban en la Liga Mexicana del Pacífico.
En cuanto al sistema de competencia, por primera vez se jugó una temporada de 100 partidos, todos los domingos se jugó doble juego (situación que afectó a todos los equipos y se canceló para la siguiente temporada), no se jugaron juegos interzonas y se instauró la regla del "mejor perdedor" en playoffs, lo cual permitía que calificaran 6 equipos a postemporada y daba oportunidad de que un equipo que ya había sido eliminado pudiera pasar a la siguiente ronda.

## Equipos participantes
| Liga Mexicana de Béisbol 2004 |                              |           |                                  |                                      |           |
| Zona                          | Equipo                       | Fundación | Ciudad                           | Estadio                              | Capacidad |
| Norte                         | Acereros del Norte           | 1974      | Monclova, Coahuila               | Monclova                             | 8,500     |
| Norte                         | Pericos de Puebla            | 1938      | Puebla, Puebla                   | Hermanos Serdán                      | 12,112    |
| Norte                         | Rieleros de Aguascalientes   | 1975      | Aguascalientes, Aguascalientes   | Alberto Romo Chávez                  | 6,494     |
| Norte                         | Saraperos de Saltillo        | 1970      | Saltillo, Coahuila               | Francisco I. Madero                  | 16,000    |
| Norte                         | Sultanes de Monterrey        | 1939      | Monterrey, Nuevo León            | Monterrey                            | 22,061    |
| Norte                         | Toros de Tijuana             | 2004      | Tijuana, Baja California         | Calimax                              | 17,000    |
| Norte                         | Tuneros de San Luis          | 1926      | San Luis Potosí, San Luis Potosí | 20 de Noviembre                      | 6,500     |
| Norte                         | Vaqueros Laguna              | 1940      | Torreón, Coahuila                | Revolución                           | 9,500     |
| Sur                           | Diablos Rojos del México     | 1940      | México, D. F.                    | Foro Sol                             | 25,000    |
| Sur                           | Guerreros de Oaxaca          | 1996      | Oaxaca, Oaxaca                   | Eduardo Vasconcelos                  | 7,200     |
| Sur                           | Langosteros de Cancún        | 1996      | Cancún, Quintana Roo             | Beto Ávila                           | 9,500     |
| Sur                           | Leones de Yucatán            | 1954      | Mérida, Yucatán                  | Kukulcán                             | 14,917    |
| Sur                           | Olmecas de Tabasco           | 1975      | Villahermosa, Tabasco            | Centenario 27 de Febrero             | 8,500     |
| Sur                           | Piratas de Campeche          | 1980      | Campeche, Campeche               | Nelson Barrera Romellón              | 6,000     |
| Sur                           | Rojos del Águila de Veracruz | 1903      | Veracruz, Veracruz               | Deportivo Universitario "Beto Ávila" | 7,782     |
| Sur                           | Tigres de la Angelópolis     | 1955      | Puebla, Puebla                   | Hermanos Serdán                      | 12,112    |

## Posiciones
| Zona Norte     | Zona Norte | Zona Norte | Zona Norte | Zona Norte | Zona Sur    | Zona Sur | Zona Sur | Zona Sur | Zona Sur |
| Equipo         | Gan.       | Per.       | Porc.      | JV         | Equipo      | Gan.     | Per.     | Porc.    | JV       |
| -------------- | ---------- | ---------- | ---------- | ---------- | ----------- | -------- | -------- | -------- | -------- |
| Puebla         | 63         | 34         | .649       | -          | México      | 60       | 40       | .600     | -        |
| Saltillo       | 63         | 34         | .649       | -          | Campeche    | 55       | 42       | .567     | 3.5      |
| Monterrey      | 56         | 41         | .577       | 7.0        | Angelópolis | 54       | 45       | .545     | 5.5      |
| Tijuana        | 49         | 48         | .505       | 14.0       | Oaxaca      | 50       | 48       | .510     | 9.0      |
| Laguna         | 45         | 54         | .455       | 19.0       | Tabasco     | 48       | 48       | .500     | 10.0     |
| Aguascalientes | 45         | 55         | .450       | 19.5       | Yucatán     | 44       | 56       | .440     | 16.0     |
| Monclova       | 39         | 60         | .394       | 25.0       | Veracruz    | 43       | 55       | .439     | 16.0     |
| San Luis       | 32         | 66         | .327       | 31.5       | Cancún      | 40       | 60       | .400     | 20.0     |

| Clasificado a los playoffs |

## Juego de Estrellas
A partir de esta temporada la zona que ganara el juego tendría la ventaja de iniciar la Serie Final en casa.
El Juego de Estrellas de la LMB se celebró el 6 de mayo en el Estadio Revolución de Torreón, Coahuila; casa de los Vaqueros Laguna. La Zona Norte ganó a la Zona Sur 7-2. Julio César Hernández de los Toros de Tijuana fue elegido el Jugador Más Valioso del partido, mientras que el estadounidense Morgan Burkhart de los Saraperos de Saltillo fue el ganador del Home Run Derby.
Antes del partido se le realizó un pequeño homenaje a "Beto" Ávila y lanzó la primera bola.

## Play-offs
|  | Primer Playoff | Primer Playoff | Primer Playoff |           |   | Segundo Playoff | Segundo Playoff | Segundo Playoff |   |  | Serie de Campeonato | Serie de Campeonato | Serie de Campeonato |  |   | Serie Final | Serie Final | Serie Final |  |
|  |                |                |                |           |   |                 |                 |                 |   |  |                     |                     |                     |  |   |             |             |             |  |
|  |                |                |                |           |   |                 |                 |                 |   |  |                     |                     |                     |  |   |             |             |             |  |
|  | 1              | Puebla         | 4              |           |   |                 |                 |                 |   |  |                     |                     |                     |  |   |             |             |             |  |
|  | 1              | Puebla         | 4              |           |   |                 |                 |                 |   |  |                     |                     |                     |  |   |             |             |             |  |
|  | 6              | Aguascalientes | 0              |           |   |                 |                 |                 |   |  |                     |                     |                     |  |   |             |             |             |  |
|  | 6              | Aguascalientes | 0              |           | 1 | Puebla          | 4               |                 |   |  |                     |                     |                     |  |   |             |             |             |  |
|  |                |                |                |           | 1 | Puebla          | 4               |                 |   |  |                     |                     |                     |  |   |             |             |             |  |
|  |                |                | 4              | Tijuana   | 1 |                 |                 |                 |   |  |                     |                     |                     |  |   |             |             |             |  |
|  |                |                | 4              | Tijuana   | 1 |                 |                 |                 |   |  |                     |                     |                     |  |   |             |             |             |  |
|  |                |                |                |           |   |                 |                 |                 |   |  |                     |                     |                     |  |   |             |             |             |  |
|  |                |                |                |           |   |                 |                 |                 |   |  |                     |                     |                     |  |   |             |             |             |  |
|  |                |                |                |           |   |                 | 1               | Puebla          | 2 |  |                     |                     |                     |  |   |             |             |             |  |
|  | Zona Norte     |                |                |           |   |                 | 1               | Puebla          | 2 |  |                     |                     |                     |  |   |             |             |             |  |
|  |                |                | 2              | Saltillo  | 4 |                 |                 |                 |   |  |                     |                     |                     |  |   |             |             |             |  |
|  | 2              | Saltillo       | 2              | Saltillo  | 4 | 4               |                 |                 |   |  |                     |                     |                     |  |   |             |             |             |  |
|  | 2              | Saltillo       |                |           |   |                 |                 |                 |   |  |                     |                     |                     |  |   |             |             |             |  |
|  | 5              | Laguna         | 0              |           |   |                 |                 |                 |   |  |                     |                     |                     |  |   |             |             |             |  |
|  | 5              | Laguna         | 0              |           | 2 | Saltillo        | 4               |                 |   |  |                     |                     |                     |  |   |             |             |             |  |
|  |                |                |                |           | 2 | Saltillo        | 4               |                 |   |  |                     |                     |                     |  |   |             |             |             |  |
|  |                |                | 3              | Monterrey | 2 |                 |                 |                 |   |  |                     |                     |                     |  |   |             |             |             |  |
|  | 3              | Monterrey      | 3              | Monterrey | 2 | 4               |                 |                 |   |  |                     |                     |                     |  |   |             |             |             |  |
|  | 3              | Monterrey      |                |           |   |                 |                 |                 |   |  |                     |                     |                     |  |   |             |             |             |  |
|  | 4              | Tijuana        | 3              |           |   |                 |                 |                 |   |  |                     |                     |                     |  |   |             |             |             |  |
|  | 4              | Tijuana        | 3              |           |   |                 |                 |                 |   |  |                     |                     |                     |  | 2 | Saltillo    | 1           |             |  |
|  |                |                |                |           |   |                 |                 |                 |   |  |                     |                     |                     |  | 2 | Saltillo    | 1           |             |  |
|  |                |                | 2              | Campeche  | 4 |                 |                 |                 |   |  |                     |                     |                     |  |   |             |             |             |  |
|  | 1              | México         | 2              | Campeche  | 4 | 4               |                 |                 |   |  |                     |                     |                     |  |   |             |             |             |  |
|  | 1              | México         |                |           |   |                 |                 |                 |   |  |                     |                     |                     |  |   |             |             |             |  |
|  | 6              | Yucatán        | 1              |           |   |                 |                 |                 |   |  |                     |                     |                     |  |   |             |             |             |  |
|  | 6              | Yucatán        | 1              |           | 1 | México          | 4               |                 |   |  |                     |                     |                     |  |   |             |             |             |  |
|  |                |                |                |           | 1 | México          | 4               |                 |   |  |                     |                     |                     |  |   |             |             |             |  |
|  |                |                | 4              | Oaxaca    | 0 |                 |                 |                 |   |  |                     |                     |                     |  |   |             |             |             |  |
|  |                |                | 4              | Oaxaca    | 0 |                 |                 |                 |   |  |                     |                     |                     |  |   |             |             |             |  |
|  |                |                |                |           |   |                 |                 |                 |   |  |                     |                     |                     |  |   |             |             |             |  |
|  |                |                |                |           |   |                 |                 |                 |   |  |                     |                     |                     |  |   |             |             |             |  |
|  |                |                |                |           |   |                 | 1               | México          | 3 |  |                     |                     |                     |  |   |             |             |             |  |
|  | Zona Sur       |                |                |           |   |                 | 1               | México          | 3 |  |                     |                     |                     |  |   |             |             |             |  |
|  |                |                | 2              | Campeche  | 4 |                 |                 |                 |   |  |                     |                     |                     |  |   |             |             |             |  |
|  | 2              | Campeche       | 2              | Campeche  | 4 | 4               |                 |                 |   |  |                     |                     |                     |  |   |             |             |             |  |
|  | 2              | Campeche       |                |           |   |                 |                 |                 |   |  |                     |                     |                     |  |   |             |             |             |  |
|  | 5              | Tabasco        | 1              |           |   |                 |                 |                 |   |  |                     |                     |                     |  |   |             |             |             |  |
|  | 5              | Tabasco        | 1              |           | 2 | Campeche        | 4               |                 |   |  |                     |                     |                     |  |   |             |             |             |  |
|  |                |                |                |           | 2 | Campeche        | 4               |                 |   |  |                     |                     |                     |  |   |             |             |             |  |
|  |                |                |                | Tigres    | 1 |                 |                 |                 |   |  |                     |                     |                     |  |   |             |             |             |  |
|  | 3              | Tigres         | 4              | Tigres    | 1 |                 |                 |                 |   |  |                     |                     |                     |  |   |             |             |             |  |
|  | 3              | Tigres         | 4              |           |   |                 |                 |                 |   |  |                     |                     |                     |  |   |             |             |             |  |
|  | 4              | Oaxaca         | 3              |           |   |                 |                 |                 |   |  |                     |                     |                     |  |   |             |             |             |  |
|  | 4              | Oaxaca         | 3              |           |   |                 |                 |                 |   |  |                     |                     |                     |  |   |             |             |             |  |
|  |                |                |                |           |   |                 |                 |                 |   |  |                     |                     |                     |  |   |             |             |             |  |

### Equipo campeón
Después de 5 temporadas consecutivas en las que la Serie Final se disputó entre el México y Tigres, para el 2004 se pudieron ver dos nuevos equipos disputando el gallardete de la liga.
Los Piratas de Campeche dirigidos por Francisco "Paquín" Estrada se coronaron campeones tras vencer 4 partidos a 1 a los Saraperos de Saltillo en el Estadio Nelson Barrera Romellón. 
La gente de Campeche se mostró muy contenta y abarrotó el estadio en los 3 partidos que hubo ahí, a tal punto que hasta se tuvieron que improvisar gradas para meter más aficionados al estadio. Ya campeones, toda la afición acompañó al equipo al desfile que tuvieron por la ciudad para celebrar el título que no conseguían desde 1983.

## Designaciones
Se designó como novato del año a Santiago González de los Rojos del Águila de Veracruz, y Francisco Campos de los Piratas de Campeche fue elegido como el Pitcher del Año.

## Acontecimientos relevantes
- 11 de abril: Rafael Roque de los Tigres de la Angelópolis lanza juego sin hit ni carrera de 7 entradas con marcador de 1-0 sobre los Langosteros de Cancún.
- Una gran hazaña fue la lograda por Francisco Campos al adjudicarse la "Triple Corona de Pitcheo" (Segundo mexicano y cuarto lanzador en la historia de la liga en lograrlo), es decir, fue líder en efectividad, juegos ganados y ponches, ayudando así a su equipo Piratas de Campeche a adjudicarse el título.[4] Nadie lo había hecho antes desde que Francisco "Panchillo" Ramírez lo hizo en 1956 con los Diablos Rojos del México a los que ayudó también a llevarse el campeonato de esa temporada.[5]